# Diablo: Hellfire
Diablo: Hellfire es la expansión del videojuego Diablo creada por Sierra que le pagó los derechos de autor a Blizzard Entertainment para realizarla.

## Historia
Durante la batalla contra Diablo, un extraño hechicero fue visto haciendo rituales en el cementerio de Tristan. Un día ese hombre desapareció sin causa alguna. Esto llamó la atención de los héroes que habían luchado contra Diablo, descubriendo más tarde que el hechicero intentaba invocar a un antiguo demonio llamado Na-Krull.
Este nuevo arco argumental, sin embargo, es ignorado en Diablo II.

## El Juego
Hellfire hace grandes aportes al juego:
- Los personajes ahora pueden correr en Tristan (la zona neutral).
- Los modos Normal, Pesadilla e Infierno están disponibles en el modo de un solo jugador.
- Se pueden buscar los objetos tirados en el suelo con un hechizo.
- Agrega 8 niveles más al laberinto.
- Agrega un par de búsquedas extra, las cuales son encomendadas por dos nuevos habitantes del pueblo.
- Incorpora nuevos hechizos.
- Permite utilizar un nuevo tipo de personaje: Monje.

Las mejoras en jugabilidad fueron incluidas en Diablo II.
Hellfire logra su objetivo de mejorar el juego pero no abarca todas las expectativas de los jugadores ya que no incluye un modo multijugador y no existen traducciones.

## Extras ocultos
Creando en el directorio de instalación de Hellfire un fichero de texto de nombre "COMMAND.txt" se puede acceder a nuevas misiones y personajes. El fichero debe contener el texto multitest;cowquest;theoquest;bardtest;barbariantest, aunque no es necesario que aparezcan todos los tests para acceder a uno concreto.
- multitest; sirve para activar las opciones de juego por módem, conexión directa por cable e IPX.
- cowquest; fuerza a que el granjero aparezca vestido con un traje de vaca, y proporciona el acceso a Hive para que le traigas un traje robado que se encuentra en el cuarto nivel de dicha área. Como premio recibirás una Bovine Plate, que es la única armadura con un aspecto distintivo cuando se deja en el suelo.
- theoquest; fuerza la aparición de una niña a la que han robado su oso de peluche Theo, que está en posesión del demonio Hork de Hive. Si esta misión no está activada, Hork deja caer un amuleto; si está activada, dejará caer un oso de peluche, a cambio del cual se recibe el amuleto de manos de la niña.
- bardtest; da la posibilidad de jugar con el personaje Bard, cuya principal característica es poder utilizar un arma en cada mano. Su aspecto externo es el mismo que el de la arpía y sólo se la ve utilizar un arma.
- barbariantest; da la posibilidad de jugar con el personaje Barbarian. Su principal característica es poder usar espadas y mazas para dos manos como si fueran para una mano, y aparece con el mismo aspecto que el guerrero. Es un claro antecedente del personaje bárbaro de Diablo II.

Mención aparte merece el nivel oculto de la vaca, que nunca existió. Los rumores sobre este nivel llegaron a incluir instrucciones para acceder (habitualmente consistentes en pinchar a las vacas que pastan en Tristam un número exagerado de veces en determinada secuencia), capturas de pantalla y descripciones detalladas del escenario y los monstruos bovinos a abatir. La broma alcanzó tal nivel, que el truco para la victoria instantánea en Starcraft consiste en escribir there is no cow level (No hay nivel de la vaca) y, posteriormente, en Diablo II se incluiría un auténtico nivel oculto de la vaca.